# Sandalj Hranić Kosača
Sandalj Hranić Kosača (en serbio: Сандаљ Хранић Косача; 1370-15 de marzo de 1435) fue un poderoso noble bosnio cuyas principales posesiones consistían en Hum, áreas de tierra entre la costa adriática, los ríos Neretva y Drina en Bosnia y sirvió a la corte como gran duque de Bosnia en algún momento entre 1392 y su muerte en 1435.
Sandalj era el hijo mayor de Hrana Vuković, hermano menor de Vlatko Vuković, por lo que heredó el título de gran duque de su tío. Participó en la vida política del Reino de Bosnia durante más de cuatro décadas y amplió significativamente sus territorios después de la muerte de Pavle Radenović en 1415 y de Hrvoje Vukčić en 1416. Su dominio se extendía desde Omiš hasta el Drina y el Lim al este. Aunque nominalmente bajo la corona del monarca de Bosnia, actuaba de manera independiente: hacía la guerra, firmaba tratados y tenía vasallos. Durante la lucha por el trono húngaro, apoyó a Ladislao de Nápoles, recibiendo como recompensa las ciudades de Skradin y Ostrovica en 1407. Participó en la destitución del rey Ostoja Kotromanić en 1404, anexando todo el territorio de la Casa de Sanković, parte del cual estaba entonces en manos de los Pavlović, por lo que desde entonces, estuvo en constante conflicto con estos. En su lucha contra ellos, se apoyó en los otomanos, involucrándolos así en las disputas internas del Reino de Bosnia. Así mismo, participó en la conspiración del rey Ostoja (primer reinado 1398-1404, segundo reinado 1409-1418) y los Zlatonosović durante una cacería en Pareno Polje cerca de Bobovac, donde fue asesinado el duque Pavle Radenović. También vendió su parte de Konavle, que había heredado de Vlatko, a los venecianos en 1419.
Durante la guerra de Konavle en 1430 entre los Pavlović y la República de Ragusa (Dubrovnik), se puso del lado de esta última. En un principio apoyó al rey Tvrtko II, pero con el tiempo se convirtió en su adversario e intentó derrocarlo y colocar en el trono a Radivoj, hijo de Ostoja. Sandalj murió inesperadamente el 15 de marzo de 1435. De sus tres matrimonios no tuvo hijos, por lo que tras su muerte fue sucedido por su sobrino Stjepan Vukčić Kosača.

## Ascenso al poder en Bosnia

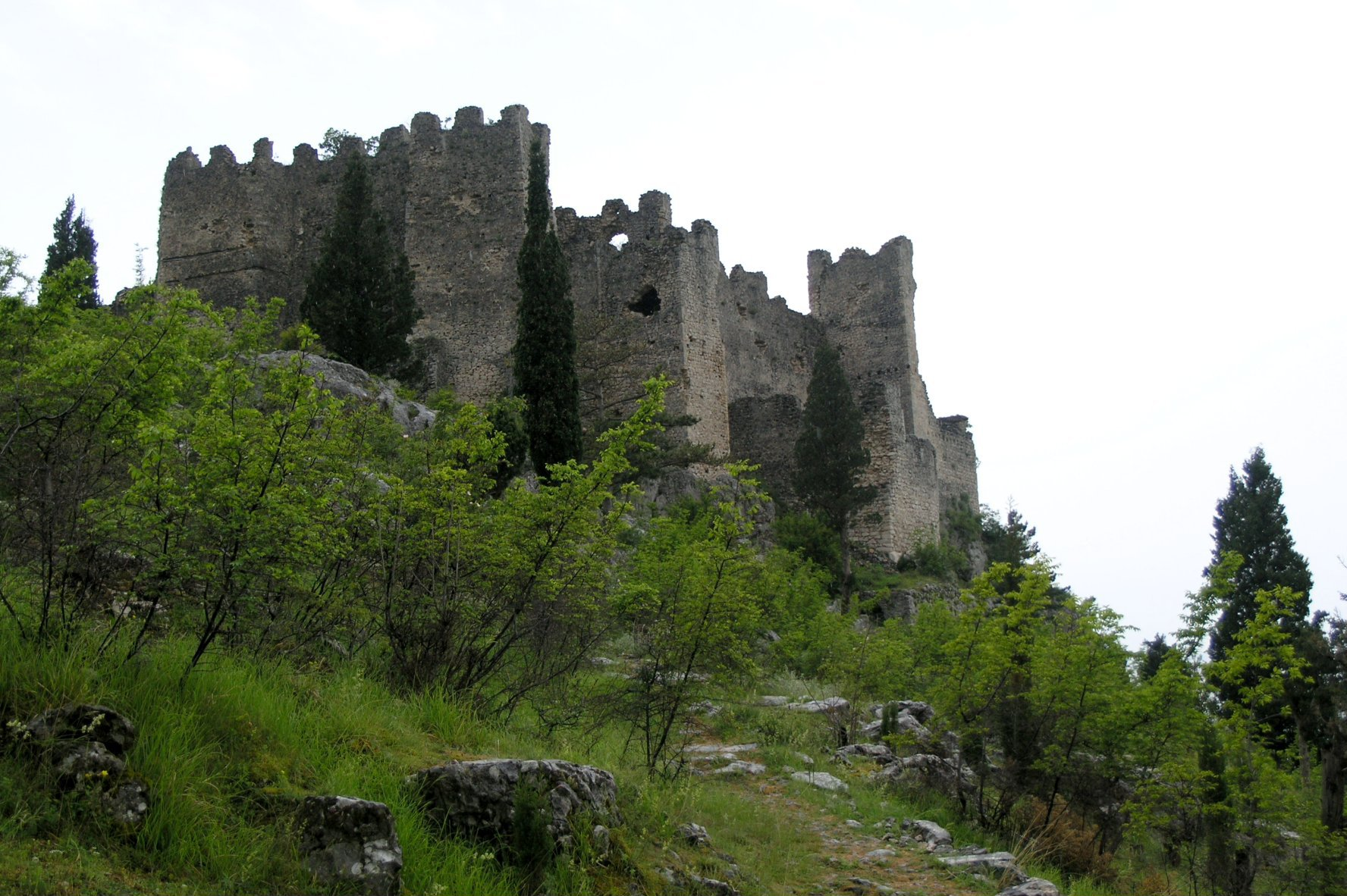
Residencia de Sandal en Blagaj.

Sandalj era el primogénito de Hrana Vuković, hermano menor de Vlatko Vuković, gran duque de Bosnia, y tuvo dos hermanos, Vukac y Vuk. Sus actividades son mencionades por primera vez en 1395, aunque heredó de su tío Vlatko el título de gran duque en 1392. Participó activamente en las negociaciones con la República de Ragusa (Dubrovnik) respecto al pago de los ingresos de san Demetrio, solicitando que estos se le pagaran a él. Más significativa fue su actividad en Zeta, donde se aprovechó del conflicto entre Radič Crnojević, señor de la Alta Zeta, y Đurađ Stracimirović Balšić, en abril o mayo de 1396, después de la muerte del primero; ocupó Budva, que gobernó durante dos años completos y también se impuso como señor supremo de Kotor. En ese tiempo, era bastante joven y se apoyaba en Hrvoje Vukčić Hrvatinić, el noble más poderoso de Bosnia, con quien se unió por lazos familiares al casarse con Katarina, hija de Vuk Vukčić Hrvatinić, hermano de Hrvoje.
Violando los antiguos derechos ragusanos, Sandalj reactivó las salinas y el impuesto de la sal en Novi y Sutorina (Dračevica). También transportaba sal a Budva mientras la gobernaba, lo que infringía las antiguas costumbres, ya que allí el mercado de la sal no era legal. En este período, aparecen representantes de las casas Zlatonosović y Dinjčić, quienes desplazaron a Vlatko Tvrtković y a su hijo Vučihna de Podrinje (Usora). En su camino hacia convertirse en señores independientes de la región, la nobleza tuvo que soportar múltiples luchas, contra la reina Helena de Bosnia y, de manera más ardua, contra otros nobles. La Casa Nikolić cayó bajo el dominio de Sandalj, y algo similar sucedió con la Casa Radivojević.
Después de la retirada de los otomanos, en mayo de 1398, Sandalj solicitó a los ragusanos una garantía para Radič Sanković, quien fue liberado ese mismo mes. El artífice de estos cambios, Esteban Ostoja, envió el 20 de mayo un emisario a Ragusa para informar a la República que él se había convertido en el nuevo rey. Siguiendo la política de Hrvoje, Sandalj apoyó a Ladislao de Nápoles en la guerra civil en Hungría contra Segismundo de Luxemburgo.

## Guerra contra Segismundo de Luxemburgo

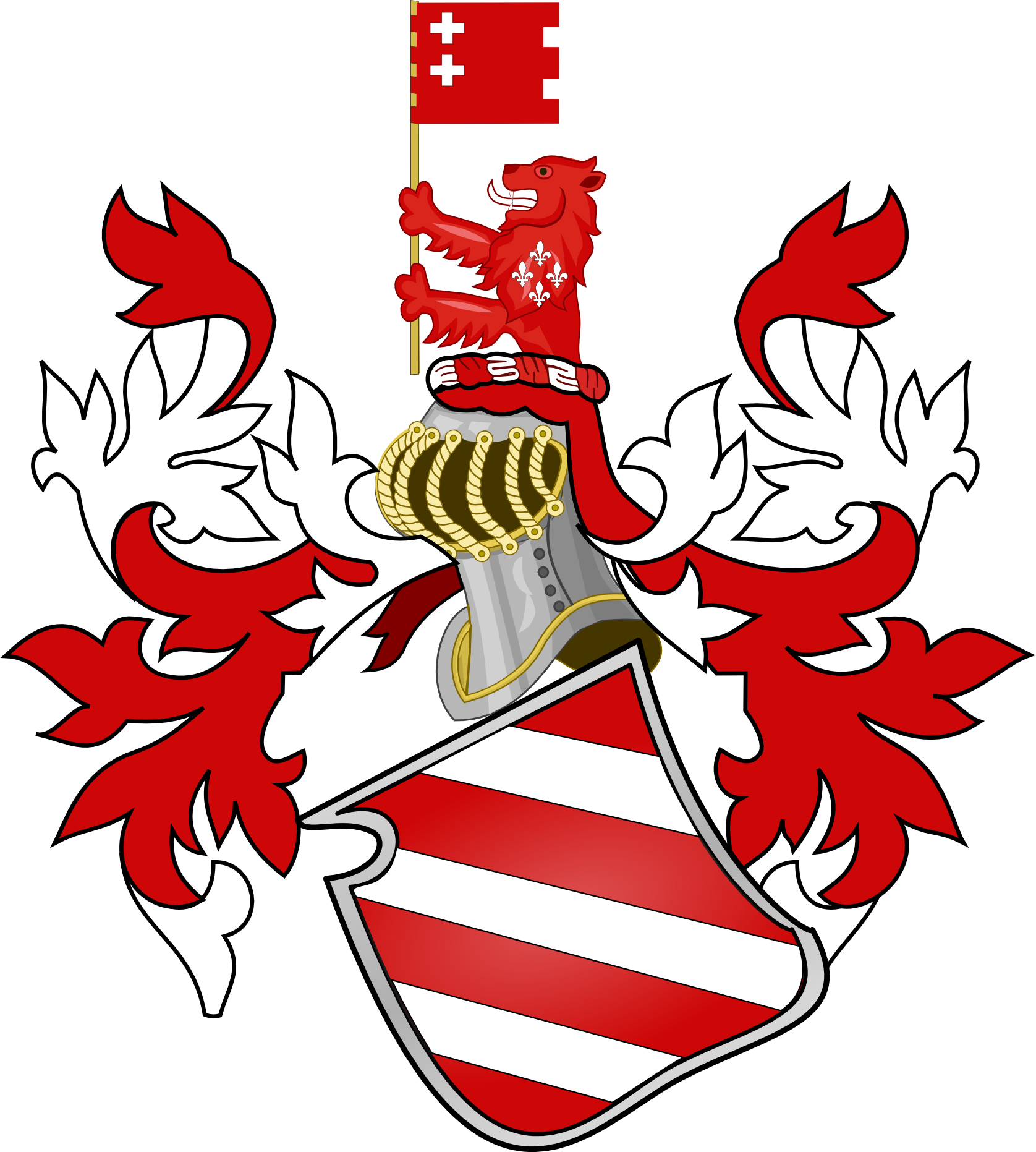
Escudo de armas de la Casa de Kosača.

A principios de noviembre de 1403, el rey Ostoja de Bosnia rompió relaciones con Hrvoje, acusándolo de iniciar una guerra contra Ragusa. El rey se acercó a Segismundo, mientras que los ragusanos instaban a Hrvoje a deshacerse del rey y proponían a Pavle Radišić, quien residía en Ragusa desde el comienzo de la guerra, como nuevo rey; la ciudad dálmata envió su flota al río Neretva y quemó la ciudad de mercado de Drijeva. Por mediación de Juan Maróti, ban de Macsó, el monarca bosnio se reconcilió con su similar de Hungría, lo que provocó descontento en el país. A principios de 1404, se formó una alianza secreta entre los ragusanos y Hrvoje contra el rey bosnio, con el objetivo de instalar a Radišić como soberano. Sin embargo, ya a principios de marzo, Hrvatinić se reconcilió con el rey y, por ende, indirectamente con el soberano de Hungría. Sin embargo, apenas un mes después, volvió a enfrentarse con el rey, esta vez con el apoyo de Sandalj; el conflicto culminó en mayo de 1404 con la derrota y destitución del monarca bosnio. Junto con Ostoja, cayó Radič Sanković, y Sandalj recuperó sus tierras, por lo que la Casa Sanković fue completamente eliminada de la vida política de Bosnia. Los nobles bosnios eligieron como nuevo rey a Tvrtko II Tvrtković, hijo de Tvrtko I, en mayo de 1404, quien hasta entonces había sido completamente pasivo. Ostoja huyó a Hungría y se alió completamente con Segismundo. La nobleza bosnia se acercó aún más a Ladislao, quien otorgó a Hrvoje, Sandalj y Tvrtko la administración de algunas ciudades. A Hranić se le asignaron Drežnik, Cetingrad y Slunj, y al año siguiente Ostrovica y Skradin. Estas ciudades estaban en manos de la nobleza croata subordinada a los húngaros y serían entregadas a la nobleza bosnia tras su conquista.
Al mismo tiempo, la República de Venecia estaba en guerra en Zeta contra Balša III Balšić. Desde Bosnia, llegaban peticiones a Venecia para que no interfiriera en los asuntos internos de Kotor y renunciara a sus pretensiones sobre Omiš y otras ciudades en la esfera de interés de Sandalj Hranić, que propuso a la República que le confiaran Budva y Bar a cambio de proteger sus posesiones en Zeta. Venecia aceptó la propuesta con la condición de que expulsara a Balša de Zeta en un plazo de cinco meses. Sin embargo, surgió un desacuerdo sobre las salinas en Luštica, y pronto se firmó una tregua con Balša, por lo que la oportunidad se perdió.
Después de la batalla de Dobor en 1408, la victoria de Segismundo llevó a la nobleza bosnia a abandonar su apoyo a Ladislao y unirse a la facción húngara. No está claro si Sandalj se alió con éste, aunque es poco probable. El depuesto rey Ostoja reapareció en Bosnia, esta vez como protector de Hranić y opositor de Hrvoje y Segismundo. Cuando el monarca húngaro llegó personalmente a Bosnia, Pavle Radenović y Sandalj Hranić solicitaron negociaciones. En octubre de 1410, se alcanzó una reconciliación en la que los nobles acordaron coronarlo como rey de Serbia y Bosnia. Segismundo, durante un tiempo, renunció a su pretensión directa al trono y aceptó a Ostoja como rey, considerando a Bosnia solo una parte de sus vastas ambiciones. En ese período, Hranić se emparentó con el déspota serbio Esteban Lazarević al casarse con Jelena, viuda de Đurađ Stracimirović, lo que suavizó su postura hacia Segismundo. Es probable que Hungría haya cedido Srebrenica al déspota serbio en 1411.

## Amenaza de los otomanos

El Reino de Bosnia en 1412, con los territorios de los señores regionales:
Señorío de Hrvoje Vukčić
Ducado de Sandalj Hranić
Principado de Pavle Radenović
Banovina Usora (dominada por Hungría)
Tierras de realengo de Bosnia
Reino de Hungría:
Hungría
Eslavonia (integrada en Hungría)
Croacia (integrada en Hungría)
Serbia:
Despotado de Serbia (vasallo otomano)
Principado de Zeta (vasallo otomano)
Venecia:
República de Venecia
Ragusa:
República de Ragusa

En la primavera de 1412, Segismundo organizó una gran celebración en la corte de Buda para conmemorar su reconciliación con el rey de Polonia. A esta festividad asistieron nobles bosnios, quienes tuvieron la oportunidad de integrarse en la nobleza europea, que consideraban un modelo e ideal. El cronista polaco Jan Długosz señala que los caballeros bosnios destacaron en los torneos celebrados.
A comienzos de 1413, Sandalj Hranić se vio involucrado en la guerra de Esteban Lazarević contra el sultán otomano Musa. Esteban se había aliado con Mehmed, hermano de Musa y aspirante al trono otomano, lo que provocó que atacara el Despotado de Serbia y capturara varias fortalezas. Siguiendo órdenes de Segismundo, Sandalj acudió en ayuda de su cuñado, posponiendo su conflicto con Kotor. Junto con Juan Maroti, participó en la decisiva batalla cerca del pueblo de Čamurlu. Durante su ausencia, Hrvoje aprovechó para atacar sus territorios, con la intención de apoderarse de Drijeva. Segismundo reaccionó enérgicamente ante este ataque traicionero y ordenó a los nobles bosnios que se enfrentaran a éste. A su regreso del este, Sandalj se unió al conflicto. El poder de Hrvatinić fue derrocado en las islas, que fue entregado a los ragusanos. Hrvoje perdió sus propiedades en Eslavonia y solicitó el perdón de Segismundo, pero el rey húngaro no estaba dispuesto a ceder. Por ello, recurrió a los turcos. Su protovestiario, Mihailo Kabužić, trajo en mayo de 1414 un destacamento turco a Bosnia, que se dividió en tres grupos: uno se dirigió hacia Zagreb y los otros dos operaron en Bosnia. Así comenzó el período de presión turca sobre Bosnia. Junto con los turcos, posiblemente por deseo de Hrvoje de derrocar a Ostoja, apareció en Bosnia el depuesto rey Tvrtko II, quien contaba con el apoyo de Pavle Radenović. Ostoja se refugió en sus ciudades, y Sandalj se vio obligado a pagar un rescate por su libertad.
En 1415, los húngaros reunieron un gran ejército para combatir a los turcos. Los otomanos recibieron refuerzos bajo el mando de Ishak Bey, gobernador de Skopie. A mediados de julio de 1415, tuvo lugar una batalla decisiva en el río Lašva, donde los húngaros fueron derrotados y casi todos sus comandantes capturados; algunos fueron ejecutados y otros se liberaron mediante rescate. Ostoja y Sandalj se reconciliaron con Hrvoje y abandonaron por completo a Segismundo. El sultán confirmó a Ostoja como rey, obligando a Tvrtko II a retirarse. El rey de Hungría nunca regresó a Bosnia. El Banato de Usora fue disuelto, y los nobles bosnios planearon apoderarse de Srebrenica, controlada por el déspota serbio; sin embargo, conflictos internos frustraron sus planes. Ese mismo año, durante una reunión en Sutjeska, Pavle Radenović fue asesinado mientras paseaba, por hombres de Sandalj Hranić y Vukmir Zlatonosović. Al año siguiente, murió Hrvoje Vukčić. Le sucedió su hijo Balša Hercegović, quien falleció tras unos meses de gobierno. Parte de los territorios de Hrvatinić fueron heredados por Juraj Vojsalić, hijo de su hermano Vojislav. La mayor parte fue tomada por el rey Ostoja, quien se casó con la viuda de Hrvoje, Jelena. Omiš fue ocupado por el hermano de Jelena, Ivaniš Nelipčić.

## Conflicto con los Pavlović
El hijo de Pavle, Petar, evitó ser cegado, se liberó y, junto con su hermano Radoslav, inició una lucha contra Sandalj. En la guerra con los Pavlović (apoyados por los turcos), Sandalj perdió casi todas sus posesiones en Primorje, excepto Dračevica con Novi. Este fue el punto más bajo de su gobierno. Ostoja murió en septiembre de 1418. Los turcos cambiaron de bando y ayudaron a Sandalj a recuperar parcialmente territorios en Primorje, recuperando su mitad de Konavle. Stefan, hijo de Ostoja, fue elegido nuevo rey. Sandalj intentó vender su mitad de Konavle a los dubrovnikenses, y se llegó a un acuerdo: Konavle fue vendido por doce mil ducados y un tributo anual de quinientos perpers. Sin embargo, tan pronto como los dubrovnikenses tomaron Konavle, estalló una revuelta que fue rápidamente sofocada, pero la autoridad de Dubrovnik no se consolidó. En diciembre de 1418, Esteban Ostojić emitió una carta confirmando la posesión de todo Konavle por parte de Dubrovnik, junto con la ciudad de Soko.
En enero de 1420, Ishak Bey, invadió Bosnia y atacó tanto a Sandalj como a Petar. A finales de enero, Petar murió en combate contra los turcos. Sandalj aprovechó la oportunidad para ocupar la mitad de Konavle de Petar, junto con Soko, y recuperó el control sobre Popovo Polje, mientras Grgur Nikolić huyó a Dubrovnik. Sandalj recuperó su fuerza anterior y se opuso al rey Stefan. En octubre de 1420, se firmó la paz con Radoslav Pavlović, quien apoyó la llegada del rey Tvrtko al país. Ostojić fue formalmente depuesto a mediados de 1420, y no se tienen más noticias de él; murió antes de 1422. Tvrtko fue coronado rey de Bosnia a mediados de 1421.
En Bosnia, el conflicto entre Radoslav Pavlović y Sandalj Hranić continuó por un tiempo, aunque sin grandes batallas. La paz se estableció en 1423, y Sandalj devolvió la ciudad de Soko a los dubrovnikenses. Pavlović se emparentó con los Kosača al casarse con Teodora, hija del hermano de Sandalj, Vukac. En 1424, Ishak atacó nuevamente Bosnia, pero Tvrtko estaba preparado. La relación de vasallaje de Tvrtko con los turcos no se interrumpió, ya que el rey pagó tributo al año siguiente. Sandalj consideró apoyar a Mustafa, pretendiente al trono turco, pero Murad II lo derrotó ese mismo año.
El conflicto entre Radoslav y Sandalj Hranić terminó en 1423 con una reconciliación y la entrega de Soko a Dubrovnik. Los dubrovnikenses y Radoslav renovaron entonces la paz y las negociaciones sobre la cesión de Konavle, pero nuevamente sin resultados. No fue hasta 1426 que Radoslav accedió a vender Konavle a los dubrovnikenses debido a dificultades financieras. Logró obtener un precio mucho mayor que el que Sandalj había recibido por su mitad: trece mil ducados y una renta anual de seiscientos perpers. Su mitad era más valiosa debido a Cavtat, pero Sandalj protestó y consiguió que se le pagaran dos mil ducados adicionales.

## Lucha por el trono bosnio

La expansión de la Bosnia medieval.

El mismo año en que comenzó la guerra de Konavle, estalló un conflicto entre Tvrtko y Vukašin Zlatonosović (1430), que culminó con la aniquilación de esta familia. No está claro cómo se desarrollaron las hostilidades ni la causa del conflicto. Al año siguiente, los habitantes de Dubrovnik expresaron sus condolencias a Sandalj Hranić por "lo que le sucedió a Vukašin Zlatonosović". No se sabe qué le ocurrió, pero no vuelve a mencionarse en las fuentes. Parece que Tvrtko continuó la guerra contra el déspota serbio Đurađ Branković. Al año siguiente, 1432, ambos estaban en guerra, que terminó con la derrota del rey bosnio. El déspota se apoderó de Usora, Zvornik y Teočak. Sandalj Hranić apoyó al déspota. Radoslav inicialmente estuvo del lado de Tvrtko, pero luego se unió al bando vencedor.
Tvrtko enfrentó problemas internos en Bosnia. Apareció un pretendiente al trono, traído por Radoslav. Parece ser la misma persona que el caballero borgoñón Bertrandon de la Broquière encontró en la corte otomana y menciona en su relato de viaje: Radivoj Ostojić, hijo del antiguo rey Ostoja. Llegó a Bosnia en 1433, respaldado por Sandalj Hranić, Radoslav Pavlović y el déspota Đurađ Branković. Tvrtko se retiró a Hungría, donde permaneció dos años, abandonando su política de colaboración con los señores regionales. Tvrtko recuperó el trono en 1434 con la ayuda del rey húngaro Segismundo. El ejército húngaro luchó contra los turcos, mientras Juraj Vojsalić combatía a Sandalj Hranić. El sobrino de Hrvoje logró restaurar a Tvrtko en el poder.

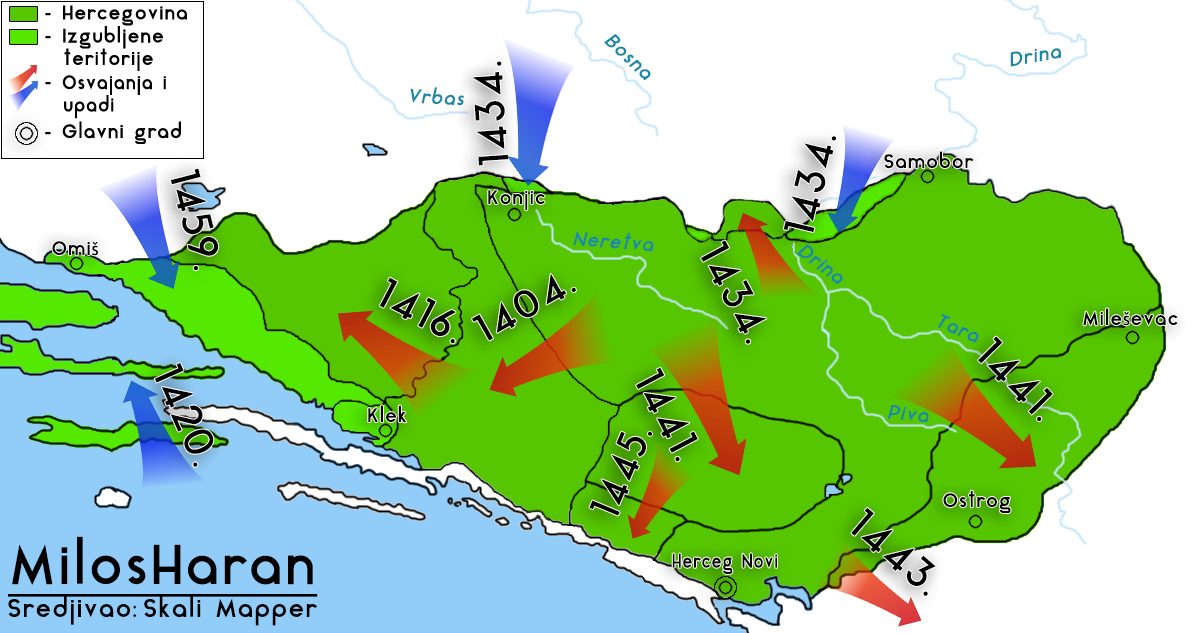
Herzegovina antes de las conquistas turcas.

## Muerte y legado
Sandalj Hranić murió el 15 de marzo de 1435, siendo enterrado en su fundación, la iglesia ortodoxa serbia en Šćepan Polje. El rey húngaro intentó fortalecer la autoridad de su vasallo Tvrtko y anexar Hum a Hungría, reclamado desde el reinado del rey Luis I por su importancia debido al mercado de Drijeva. Mateo Talovac, por orden de Segismundo, atacó la tierra de Hum, uniéndose a los Radivojević. Radoslav Pavlović también era enemigo del sucesor de Sandalj. Como sus hermanos, Vuk y Vukac Hranić, habían fallecido antes que él, el gran duque fue sucedido por su sobrino mayor, Stjepan Vukčić Kosača, previamente designado como heredero.
Fine cree que Sandalj fue probablemente la persona que mató a Musa Çelebi, quien fue la inspiración para el héroe épico Musa Kesedžija, o contribuyó significativamente a su asesinato, y debería haber sido el héroe épico atribuido a luchar y matar a Musa, en lugar de Marko Kraljević.
El historiador ragusano Junije Restić (1669-1735) compiló un breve obituario para Sandalj, basado en registros archivados locales:

Era un príncipe de espíritu vivaz, de gran inteligencia y de mucha delicadeza, que siempre supo penetrar con gran facilidad en el corazón de los asuntos, cuyo recuerdo habría sido inmortal, si su vida no hubiera sido manchada y su fama oscurecida por el error del cisma y el rito patarin [de la Iglesia bosnia] en el que nació y en el que murió.
— Junije Restić

## Religión
Sandalj era un fiel partidario de la Iglesia bosnia, a la que seguía abiertamente y aprovechaba cada oportunidad para infundir su influencia en todas las esferas de la vida del reino. Así lo confirma Giunio Resti (Junije Restić), quien en su crónica señala que Sandalj nació y murió en el seno de la Iglesia bosnia. En consecuencia, en cartas de abril y mayo de 1405, los ragusanos lo relacionaban con los altos mandos de la Iglesia bosnia. La presencia del djed, el sacerdote de mayor rango de la Iglesia bosnia, siempre cercano a Sandalj durante la guerra de Konavle, también confirma la convicción del duque en el papel de la Iglesia bosnia y su lugar en la vida política y pública de la Bosnia medieval. Al igual que sus contemporáneos, Hrvoje Vukčić, Pavle Radinović y su hijo Radislav Pavlović, Sandalj estaba estrechamente vinculado a la filosofía y la «politología moral» de su tiempo, representada por los oscuros patarinos, o Kristjani como se llamaban a sí mismos los miembros de la Iglesia bosnia, y cuya estructura organizada estaba profundamente entrelazada con todos los aspectos de la vida cotidiana humana, protegiendo los derechos, la moral y los elementos de la construcción del Estado en su tiempo.